# فیل آستین
فیل آستین (به انگلیسی: Phil Austin) (زاده ۶ آوریل ۱۹۴۱-درگذشته ۱۸ ژوئن ۲۰۱۵) کمدین، نویسنده آمریکایی بود.
از فیلم‌های معروف او می‌توان به بازی در میزبان اشاره کرد.